# 三座落

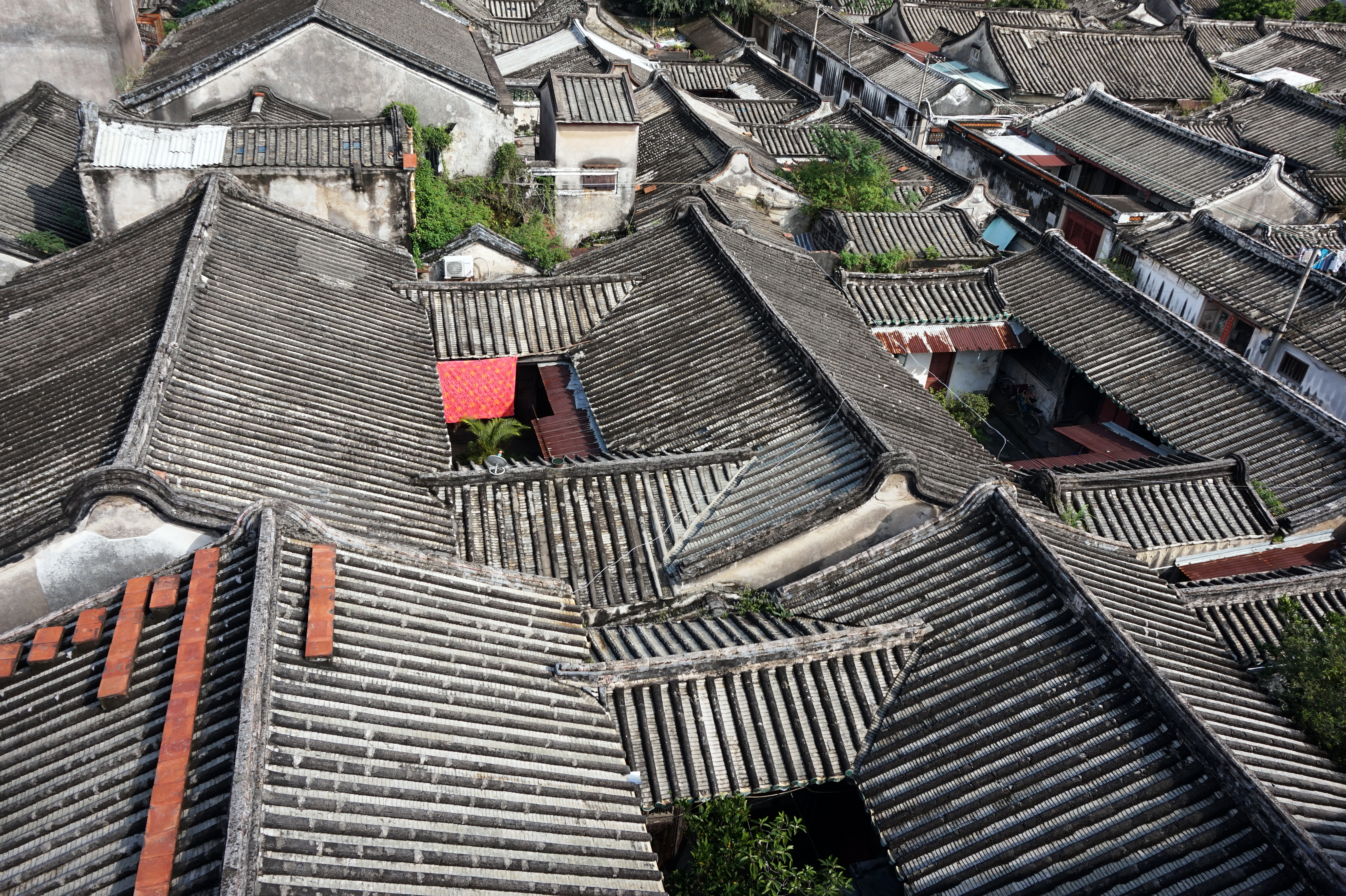
广东潮州义兴甲巷一民居

三座落又称三厅串，三厅亘，为广东潮汕地区的三进院落建筑形式。由四合院式的“四点金”向纵深扩展为二进院，门厅、中厅、后厅呈现连贯排列的格局。

## 格局
为“四点金”纵向增大型，比“四点金”增加了一进院落，可视作两座“四点金”在纵向的扩充和合并。
宅院里门厅一般为会客、招待普通亲朋好友的地方。中厅用木雕屏风和闪门格扇隔成，接待重要客人，也叫官厅，也是举行婚丧寿诞家礼大典和宗族聚会的主要场所。后进大厅设有大神龛，用于祭祖。中厅两侧为大房，为家长之居室，前院为客房，后院为内眷住所。
上厅正房，一定要高于下厅，大房纵深也一定要超过下房，反映了尊卑长幼的井然秩序。从建筑纵剖面，后进比中进高，中进比前进高，从门口到后厅，对通风采光有利，更是寄望于子孙后代一代胜过一代。
驷马拖车和百鸟朝凰一般以也一座“三座落”的主体建筑为中心。